# Museumsuferfest

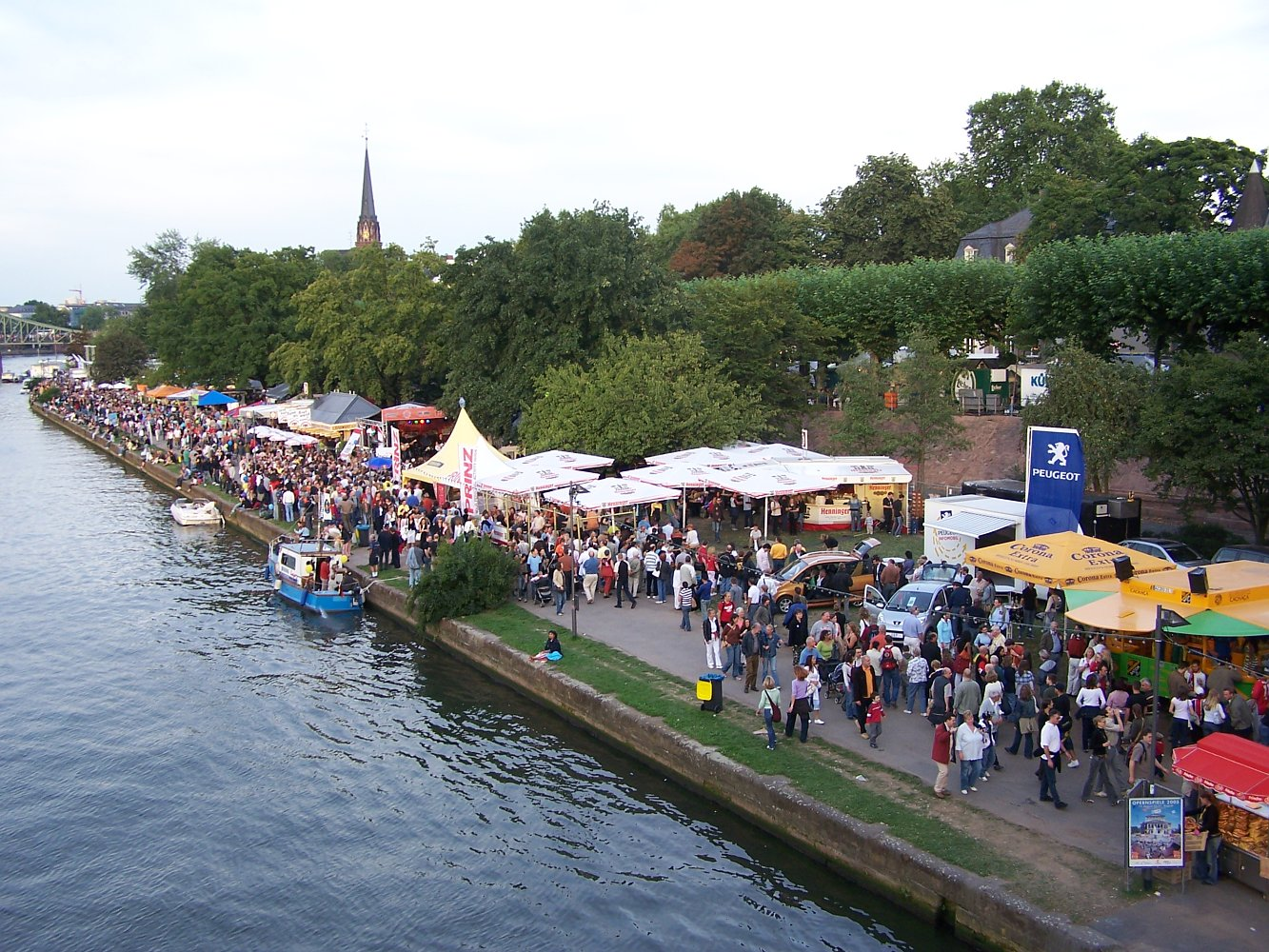
Tiefufer des Schaumainkais

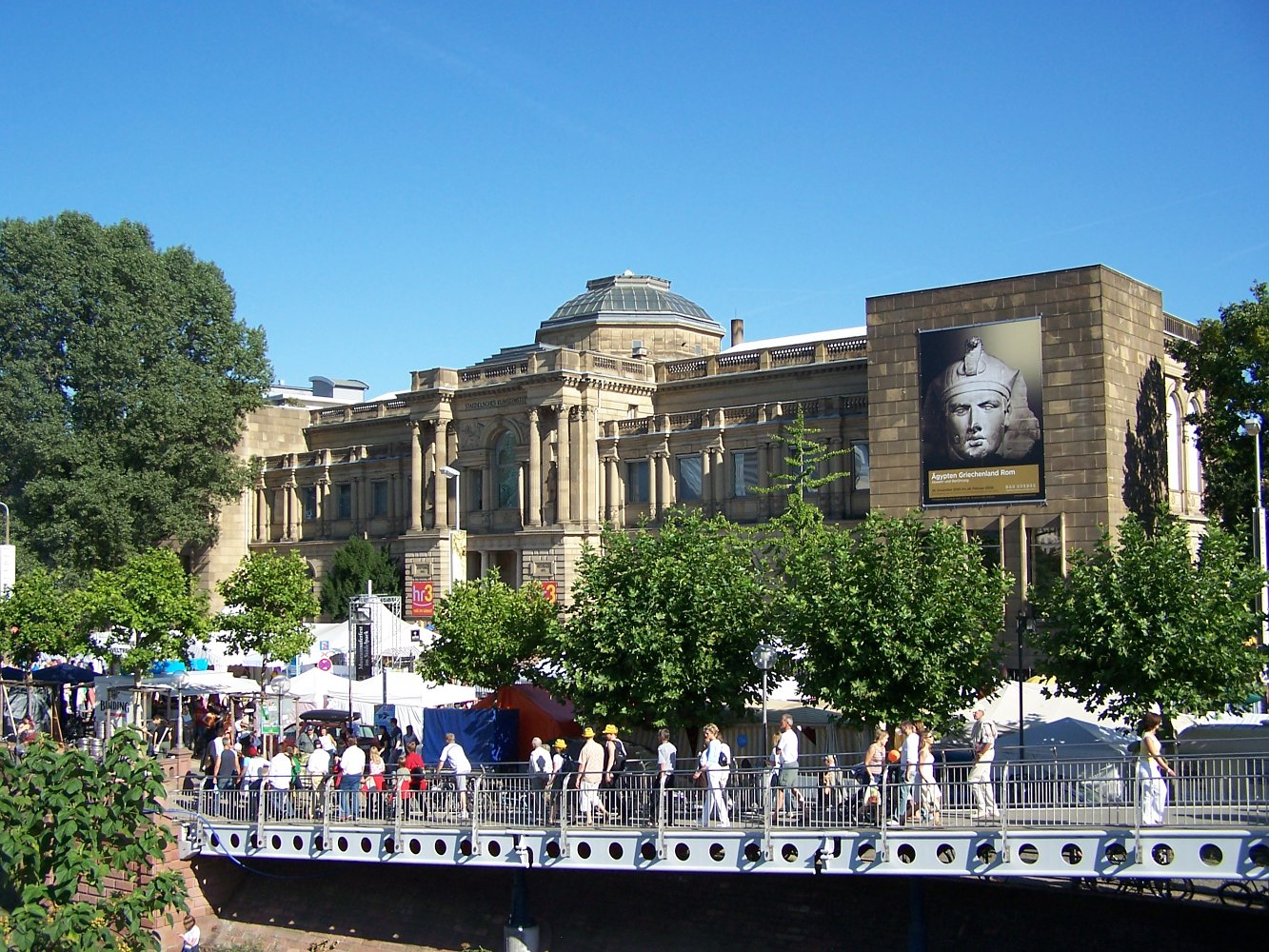
Städel auf Sachsenhäuser Mainseite

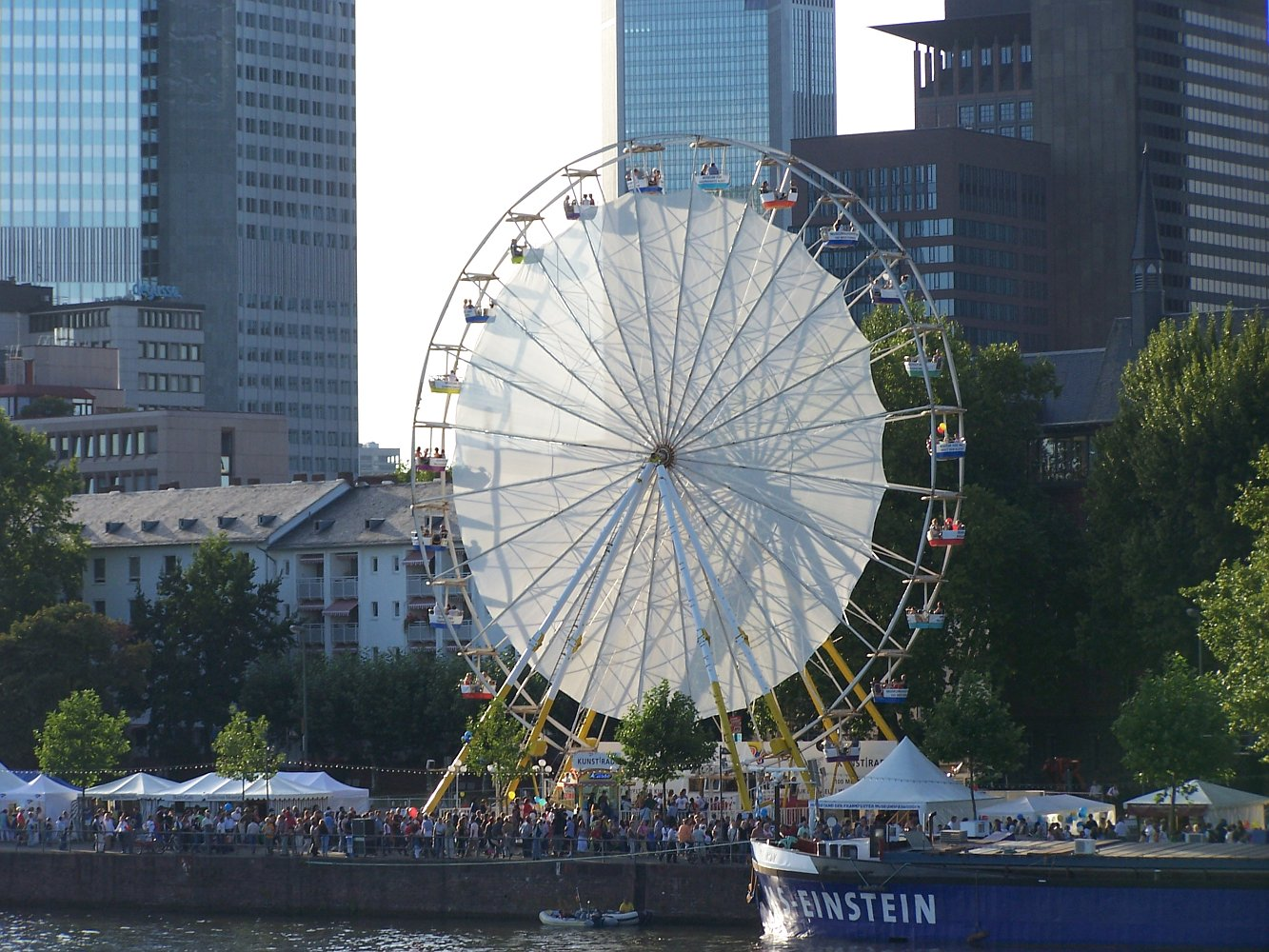
Riesenrad am Mainkai

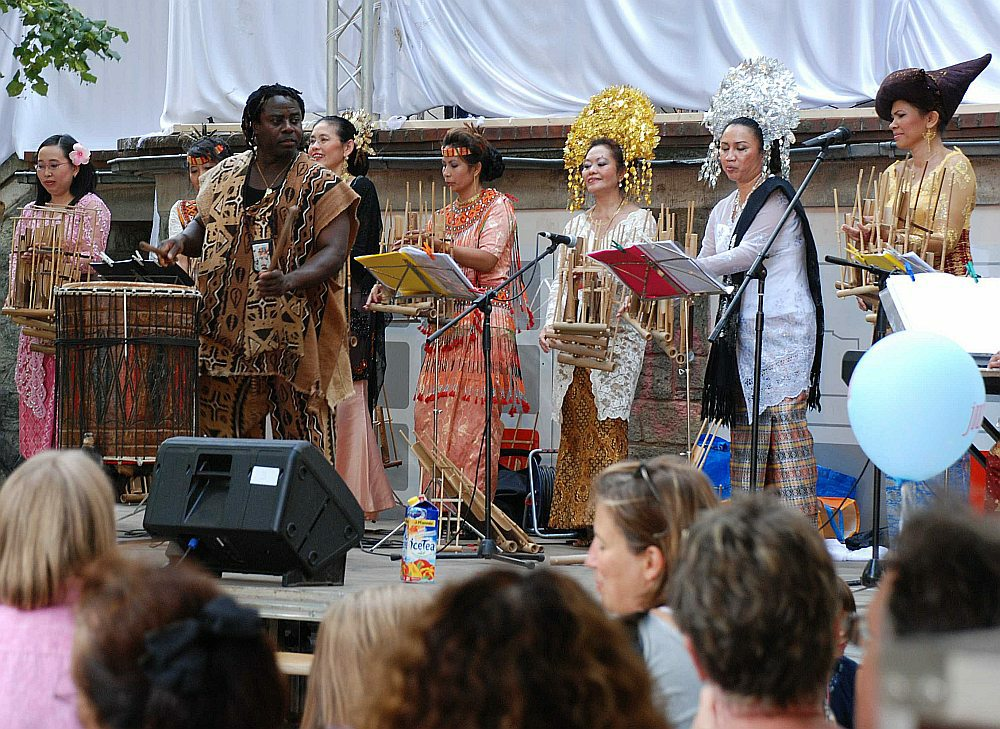
Internationale Musikgruppe 2008

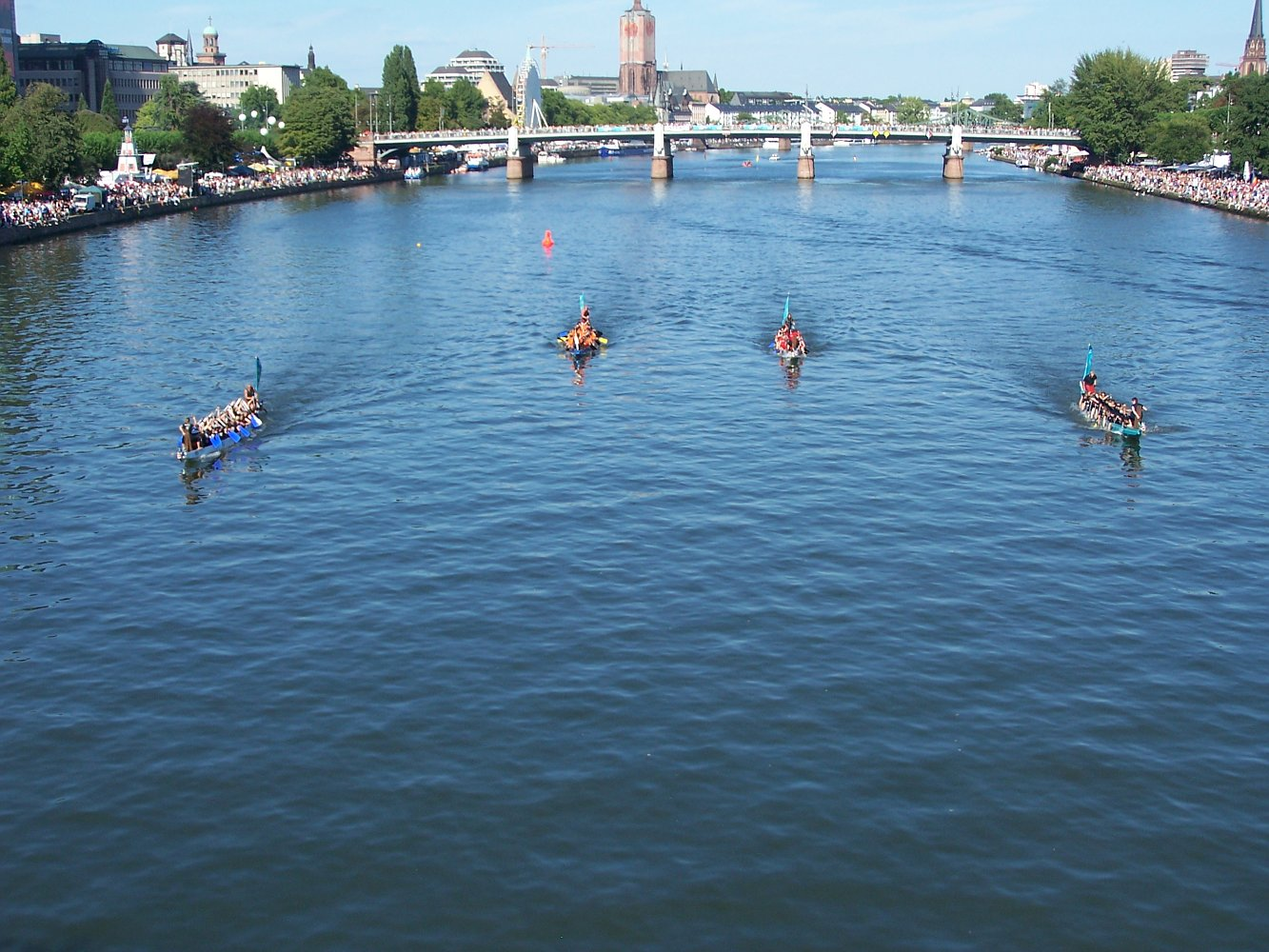
Drachenboot-Regatta

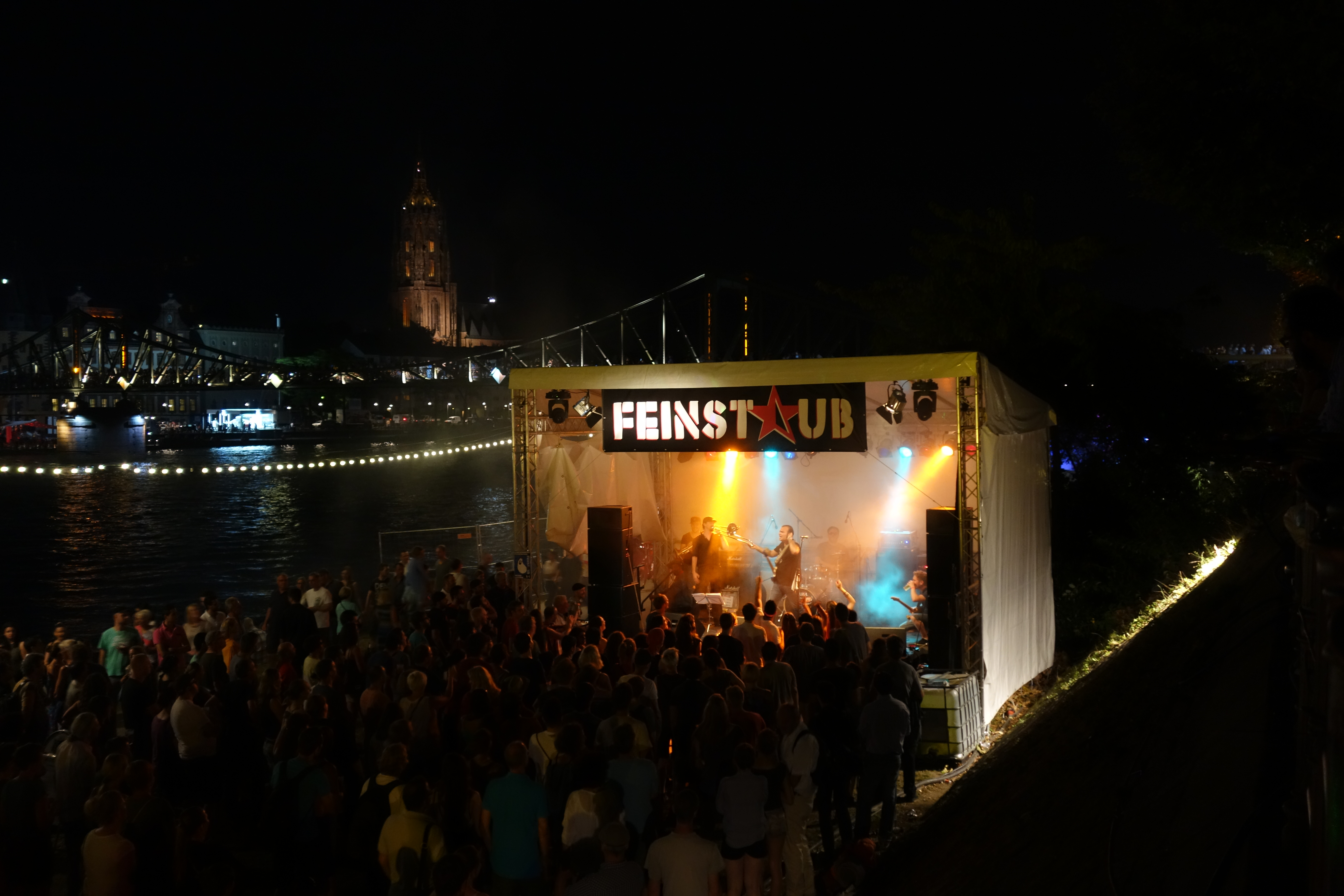
Die Gruppe Mate Power 2016 auf der "Feinstaub"-Bühne, dem traditionellen Ort für Independent-Bands

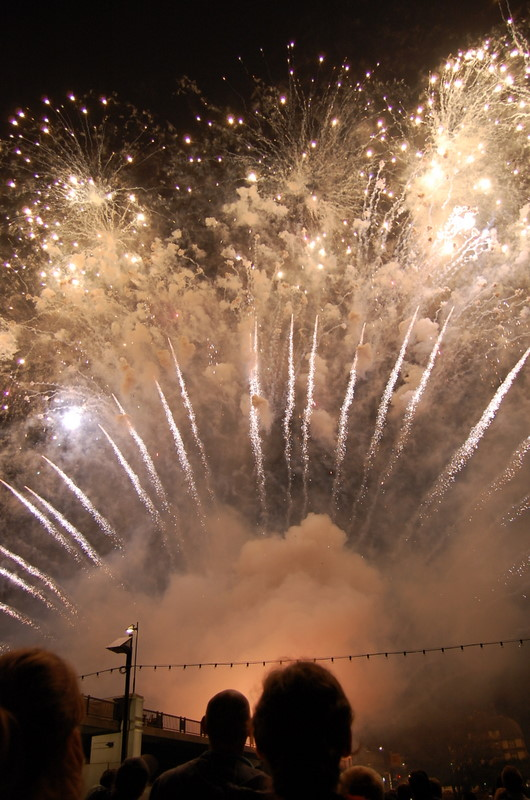
Feuerwerk 2007

Das Museumsuferfest ist eine seit 1988 alljährlich am letzten Wochenende im August stattfindende Kulturveranstaltung in Frankfurt am Main mit inzwischen weit über Frankfurt hinaus reichender Anziehungskraft. Es hat seinen Namen nach dem Museumsufer, dem in den 1980er Jahren geprägten Namen für mehr als 20 Museen zu beiden Seiten des Mains. Jährlich besuchen mehr als drei Millionen Menschen dieses größte Fest im Rhein-Main-Gebiet.

## Programm
Das Museumsuferfest steht seit 1988 unter einem jährlich wechselnden Motto. 2011 lautete das Schwerpunktthema Italien, Italien feierte 2011 seinen 150. Geburtstag. Im Jahr 2012 war Neuseeland als Gastland zu Besuch, das zugleich Ehrengast der Frankfurter Buchmesse war. Präsentiert wurden unter anderem zahlreiche lokal bekannte Künstler und Vorführungen traditioneller Tanzgruppen der Maori und von Einwohnern der Cook Islands.
Das Fest findet an beiden Mainufern zwischen Eisernem Steg und Holbeinsteg statt. Auf der südlichen Seite sind sowohl der Schaumainkai – das Kernstück des sogenannten Museumsufers – als auch die Grünflächen des Tiefkais einbezogen. Am Nordufer konzentrieren sich die Stände auf die Grünanlagen des sogenannten „Nizza“.
Während des Museumsuferfests haben so gut wie alle Museen in der Frankfurter Innenstadt, vor allem aber die rund um das Mainufer gelegenen Museen, bis weit in die Nacht hinein geöffnet. Anstelle von Eintrittskarten gibt es den Museumsbutton zu kaufen, eine Ansteckplakette, die an diesem Wochenende zum Eintritt in alle beteiligten Museen berechtigt. Darüber hinaus gibt es zahlreiche Bühnen für Musik- und Tanzdarbietungen, Verkaufsstände für Kunsthandwerk, Schmuck und Kleidung sowie Freilicht-Ausstellungen von Künstlern entlang der beiden Mainufer. Einbezogen sind auch die zum Teil großzügigen Parks und Gärten der Museen sowie – gegen zusätzliche, besondere Einlasskarten – die Kunstsammlungen der in Frankfurt ansässigen Großbanken. Insgesamt präsentieren sich auf den jeweils etwa vier Kilometer langen Uferpromenaden 21 Bühnen und rund 1000 Verkaufsstände.
Vor allem das breite Angebot an Livemusik der unterschiedlichsten Stilarten und die vielen multikulturellen Imbiss-Stände locken tagsüber ein eher älteres und abends ein zunehmend junges Publikum auch aus dem weiteren Frankfurter Umland an. Eine eigenständige Tradition hat seit 1994 der Jazzgarten im Park des Museums Angewandte Kunst entwickelt.
Seit 1998 gibt es beim Museumsuferfest am Samstag die Orgelmeile. Zu jeder vollen Stunde findet ab 18 Uhr in einer der Innenstadtkirchen ein halbstündiges Orgelkonzert statt. Nach dem Konzert haben die Besucher genügend Zeit, um in die nächste Kirche zu gehen. So ergibt sich zwanglos ein kleiner Stadtrundgang, der immer im Dom um 22 Uhr mit einem Finale endet. Wegen des großen Zuspruchs der Orgelmeile findet seit 2000 auch eine Chormeile am Sonntag statt.
Das Caricatura Museum für komische Kunst veranstaltet seit 2008 zeitgleich sein jährliches „Festival der Komik“ auf einer Freiluftbühne vor dem Museumshaus am Weckmarkt. Eingeladen werden die scharfzüngigsten Satiriker des deutschsprachigen Raums.
Eine der größten Attraktionen ist eine zweitägige Regatta von Drachenbooten auf dem Main. Das Museumsuferfest wird traditionell am Sonntagabend durch ein Feuerwerk, untermalt von Musik, abgeschlossen.

## Geschichte
Entstanden ist das Fest 1988 als Werbeveranstaltung für die Frankfurter Museen, nachdem die Stadt Frankfurt innerhalb weniger Jahre eine Reihe von Museen ausgebaut oder neu errichtet hatte. Dabei wurden am Sachsenhäuser Mainufer mehrere ehemalige Villen in Museen verwandelt. Das Fest sollte den Museen Gelegenheit geben, sich einer großen Zahl von Bürgern zu präsentieren. Günstige Eintrittspreise und ein lockeres Rahmenprogramm sollten auch solche Besucher anziehen, die sich ansonsten wenig für die Museen interessierten.
Im Jahr 1990 überzeugte der Kölner Künstler Harry Owens, der geistige Vater des Traumtheaters Salomé, die Stadt Frankfurt mit einem neuen Konzept. „Zurück zum Fluss“ war seine Devise, dort, wo die Stadt Frankfurt einst entstand. Das Museumsuferfest wurde für die umliegende Bevölkerung zum attraktiven Erlebnis, der Main wurde zur Bühne – Carmina Burana live auf schwimmenden Inseln, Drachenbootrennen aus Singapur, Strohboote vom Titicacasee, Gondeln aus Venedig, Auslegerboote aus Bali und vieles andere mehr, unter großer aktiver Medienbeteiligung. Ein Höhepunkt war die 1200-Jahr-Feier der Stadt Frankfurt: Harry Owens setzte das schönste Feuerspektakel in Szene. Einen Spaziergang in den Gärten am Himmel erlebten 600.000 Besucher am Ufer des Mains – ein grandioses Erlebnis. Dieses Feuerwerk war das Geschenk der chinesischen Partnerstadt Guangzhou zum runden Frankfurter Stadtgeburtstag. Seit 1991 wurde das Fest stetig erweitert, in dem sich nach und nach zusätzlich immer mehr kulturelle Bevölkerungsgruppen, mehr als vierzig Nationen aus aller Welt in ihrer kulturellen Darstellung beteiligten. „Kunst am Fluß“, ein Kilometer junge Kunst aus aller Welt, ein Atelier unter freiem Himmel. Künstler wie Yoko Ono, heimische Künstler wie der Bildhauer Hendok, der von hunderten Besuchern, die Gesichter der Stadt in einen Baumstamm schnitzen ließ.
Zudem wurde der regionalen Gastronomie fortan die Möglichkeit geboten, sich mit ihren kulinarischen Spezialitäten präsentieren zu können. Seither erfreut sich diese alljährliche Veranstaltung stetig wachsender Begeisterung und wuchs Jahr für Jahr zu einer der größten und in kultureller Hinsicht bedeutendsten Festveranstaltungen Europas auf. 1997 übergab Harry Owens das Fest der Stadt und widmete sich ganz dem Traumtheater Salome und der Academy of the Beautiful Arts, die Förderung junger Künstler (gegr. 1991). Allerdings steht die Veranstaltung nach wie vor in der Kritik, sich von ihrem ursprünglichen intellektuellen Anspruch entfernt zu haben, weil die ansässigen Museen, die nach wie vor dem Fest den Namen geben, seit mehreren Jahren in der Wahrnehmung der Öffentlichkeit allenfalls eine untergeordnete Rolle spielen.
Nach wie vor kommen die meisten Besucher nicht wegen eines Museumsbesuches, sondern wegen des Rahmenprogramms. Die Zahl der verkauften Buttons liegt seit Jahren bei etwa 30.000, das entspricht auch etwa der durchschnittlichen Besucherzahl bei der Frankfurter Nacht der Museen im Frühling.

## Teilnehmende Museen (Auswahl)
- Archäologisches Museum im Karmeliterkloster
- Caricatura Museum für komische Kunst
- Deutsches Architekturmuseum
- Deutsches Filmmuseum
- Dommuseum
- Historisches Museum
- Frankfurter Ikonenmuseum
- Institut für Stadtgeschichte
- Jüdisches Museum und Museum Judengasse
- Liebieghaus (Museum alter Plastik)
- Museum der Weltkulturen
- Museum Angewandte Kunst
- Museum für Kommunikation
- Museum für Moderne Kunst
- Museum Giersch (Kunst des 19. und 20. Jahrhunderts)
- Portikus
- Schirn Kunsthalle Frankfurt
- Städel